# 도이 고헤이
도이 고헤이(일본어: 土井 康平, 1988년 12월 24일 ~ )는 일본의 전 축구 선수이다.

## 구단 경력
그는 2007년부터 2021년까지 J리그의 비셀 고베, 미토 홀리호크, 그루자 모리오카, 교토 상가 FC에서 활동하였다.